# Soslan Andiyev
Soslan Petrovitch Andiyev (en russe : Сослан Петрович Андиев, né le 21 avril 1952 à Vladikavkaz et mort le 22 novembre 2018 à Moscou) est un lutteur soviétique puis russe, d'ethnie ossète.

## Biographie
Soslan Andiyev remporte le titre des super-lourds en lutte libre lors des Jeux olympiques de Moscou en 1980, après avoir remporté celui de 1976 à Montréal.

## Distinctions
- Maître des sports de l'URSS (d)

Médaille de distingué du travail (en)
- Travailleur émérite de culture physique de la fédération de Russie (d)
- Ordre de l'Amitié
- Ordre du Drapeau rouge du Travail
- Ordre de l'Amitié des peuples
- Maître émérite du sport de l'URSS